# Hypolepis repens
Hypolepis repens là một loài thực vật có mạch trong họ Dennstaedtiaceae. Loài này được (L.) C. Presl miêu tả khoa học đầu tiên năm 1836.